# Kinyongia magomberae
O Kinyongia magomberae é uma espécie de camaleão descoberta em 2009 na floresta de Magombera, na Tanzânia.